# Neuenweg
Neuenweg – dzielnica gminy Kleines Wiesental w Niemczech, w kraju związkowym Badenia-Wirtembergia, w rejencji Fryburg, w regionie Hochrhein-Bodensee, w powiecie Lörrach. Leży w Schwarzwaldzie, u podnóża Belchen, na wschód od Schönau im Schwarzwald. Do 31 grudnia 2008 była to gmina należąca do związku gmin Kleines Wiesental, który dzień później został rozwiązany.